# 포르피리우스의 나무

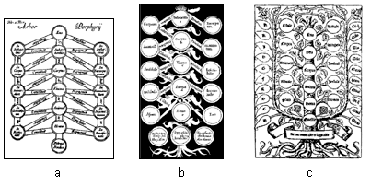
Three Porphyrian trees by Purchotius (1730), Boethius (6th century), and Ramon Llull (ca. 1305).

포르피리우스의 나무(Porphyrian tree)는 '존재의 사다리(scale of being)'이라고도 하며 그림으로 설명하는 고전적인 방법이다. 그것은 3세기 신플라톤주의 철학자 겸 논리학자 포르피리우스에 의해 -처음은 아니지만 가장 잘 알려지게- 유럽 철학의 전통에 소개되었다. 범주 사다리(scala praedicamentalis)라고도 한다.
포르피리우스는 아리스토텔레스의 범주에 대한 소개 (그리스어, "이사고게")에서 포르피리우스의 나무를 제안한다. 포르피리우스는 아리스토텔레스의 범주 분류를 소개하면서 두 방향으로 나뉘는 나무 모양의 도표로 채택되게 될 방식을 썼는데 종, 속, 종차에 의해 정의된다. 이 논리적 과정은 가장 낮은 종에 도달할 때까지 계속되고 가장 낮은 종에 도달하면 더 이상 나누지 않는다. 포르피리우스의 원작에서는 삽화나 도표가 나오지 않는다. 그러나 나중에 도표로 그려졌고, 이 그림은 아리스토텔레스를 따라 포르피리우스가 묘사한 도식으로 여겨졌다.
포르피리우스의 이사고게는 원래 그리스어로 쓰여졌지만, 6세기 초 보이티우스가 라틴어로 번역하였다. 보이티우스의 번역은 중세 철학적 논리학의 표준 교과서가 되었다. 19세기 후반까지 포르피리우스의 작품을 바탕으로 한 범주론이 여전히 논리학 학생들에게 가르쳐졌다.

철학자 제임스 프랭클린의 다음과 같은 매우 유용한 구절은 '포르피리우스의 나무'의 역사에 대해 약간의 힌트를 준다.
중세 교육에서 아리스토텔레스의 작품을 표준적으로 소개하는 것은 포르피리우스의 이사고게를 통해서였고, '포르피리우스의 나무'의 형태로 나누기가 교육받는 학생들의 마음에 새겨졌다. 포르피리우스가 그의 작품에서 아리스토텔레스의 나누기를 더 발전시켰는지는 분명하지 않다. 그러나 그의 짧은 논평을 바탕으로 중세 논리학자들은 나무 형태로 개발하였다. 윌리암 셔우드의 논리 입문서에 이 그림이 등장하며, 중세에 가장 인기있던 논리학 서적인 피터(Peter of Spain)의 Summulae Logicales에서 '포르피리우스의 나무(Arbor Porphyrii)'라는 이름이 붙여진다. 종에 대한 린네의 정적이고 이산적인 체계는 추상적이었던 프로피리우스의 나무를 단순히 실제 종으로 채운 결과이다.
따라서 포르피리우스 나무라는 실제 도표는 포르피리우스 자신보다 더 늦게 출현한다. 학자들은 포르피리우스의 나무가 이사고게에 나오는 듯이 말하지만, 이사고게에는 종차를 통해 속을 종으로 나눈다는 개념만 찾을 수 있을 뿐이다. 그러나 물론 포르피리우스는 아리스토텔레스를 따른 것이고 아리스토텔레스는 그의 스승 플라톤을 따른 것이다.

## 보기
다음의 포르피리우스 나무는 세 줄의 단어들로 구성되어 있다; 가운데 굵은 글씨는 일련의 속와 종을 포함하고 있으며, 나무 줄기에 해당한다. 양쪽 끝(왼쪽과 오른쪽에 있는 용어)은 종차를 나타내며, 나뭇 가지에 해당한다.

이 도표는 가장 높은 속성(genus)이 실체(substance)임을 보여준다. (실체가 정말로 가장 높은 속성인지는 여기서 문제가 되지 않는다: 도표에 표시되는 것만 논의하고 그것이 진실인지 아닌지는 따지지 않는다.) 가장 높은 속성을 기술적 용어는 "최고 속성"이라 한다. 그래서 이 도표에서 실체는 최고 속성이다. 이 도표에서 실체 속성은 두 가지 종차, 즉 "사고"과 "연장"을 가지고 있다. 실체라는 속성에는 사고 실체와 연장 실체라는 두 가지 종이 있다는 것을 나타낸다. 이 도표는 사고 실체의 종("마음"이 될 것이다)에 대한 용어를 제공하지 않지만, 연장 실체의 종에는 몸이라는 용어를 제공한다. 즉 몸은 실체라는 속성중에서 연장된 종이다.
이제 몸을 실체의 한 종으로 보았기 때문에 몸을 하나의 속성으로 취급한다. 속성으로서 몸은 무생물과 생물의 두 가지 다른 종차를 가지고 있다. 그래서 무생물체와 생물체의 두 가지 종이 있다. 이 도표는 무생물체에 해당하는 용어가 무엇인지 보여주지 않지만, 생물체에 해당하는 용어 즉 동물을 보여준다. 즉 동물은 몸 속성중에서 살아있는 종이다.
그리고 또 다시 동물을 몸 속성의 한 종으로 보았기 때문에, 이제 동물을 속성으로 보고, 그것의 종차를 고려하는데, 도표에 비이성적인 것과 이성적인 것이 있다. 따라서 도표에 따르면 동물 속성에는 비이성적인 동물과 이성적인 동물이라는 두 종이 있다. 도표에서 비이성적인 동물을 지칭하는 용어는 표시되지 않았지만 이성적인 동물이 인간임을 나타낸다. 따라서 인간은 동물 속성중에서 이성적인 종이다.
그러나 인간 밑에 더 이상의 종은 없다. "이것"과 "저것"이 종차를 나타낸다면 그것은 특이하게 새로운 종이 아니라 특별한 인간에 연결한다. 도표에서 특별한 인간은 플라톤이라는 이름이 붙여진다. 플라톤은 종이 아니다(그러므로 위에서 종을 굵은 글씨로 표시한 것과 달리 그의 이름은 굵은 글씨가 아니다). 그래서 인간은 이 도표에서 가장 낮은 종이다. 이런 도식에서 가장 낮은 종의 기술적 명칭은 "최하 종"이다. 이 도표에서 인간은 최하 종이다.

## 같이 보기
- 계층
- 존재론
- 생명나무